# Distretto di Xinshe
Il distretto di Xinshe (新社區S, Xīnshè QūP) è un distretto della municipalità di Taichung, situata a Taiwan.